# Francisco Javier García Sanz

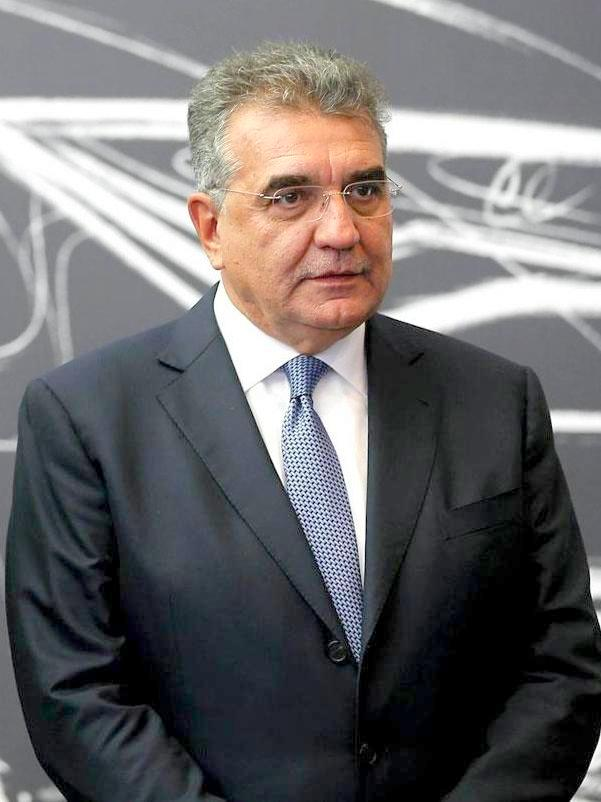
Francisco Javier García Sanz (2015).

Francisco Javier García Sanz (* 6. Mai 1957 in Madrid) ist ein spanischer Automobil- und Sportmanager. Er war von 2001 bis April 2018 Vorstandsmitglied der Volkswagen AG für den Geschäftsbereich Beschaffung und von 2009 bis April 2018 Aufsichtsratsvorsitzender der VfL Wolfsburg-Fußball GmbH. Seit 2025 hat Francisco Javier García, der seit 2002 Vereinsmitglied vom Real Madrid ist, einen Sitz im Vorstand des spanischen Rekordmeisters.

## Leben
Garcia Sanz schloss seine schulische Ausbildung 1974 mit der mittleren Reife ab und absolvierte bis 1976 eine Berufsausbildung zum Groß- und Außenhandelskaufmann bei der Rewe Handelsgesellschaft in Mainz-Hechtsheim. Anschließend besuchte er die Betriebswirtschafts-Akademie des Wiesbadener Gabler-Verlages.
1979 war er zunächst als Einkaufssachbearbeiter bei der Adam Opel AG in Rüsselsheim beschäftigt, wechselte 1980 als Einkaufskoordinator zu General Motors España und kehrte 1983 nach Rüsselsheim zurück, um dort als Gruppenleiter im Einkauf bei Opel zu arbeiten. In den Jahren 1986 bis 1992 hatte er mehrere leitende Positionen bei Opel oder General Motors inne.
Im Rahmen des Wechsels von José Ignacio López de Arriortúa zur Volkswagen AG im Jahr 1993 wechselte auch Sanz den Arbeitgeber und leitete den Bereich Electric/Electronic Procurement bei der Volkswagen AG in Wolfsburg. 1996 wurde er Mitglied des Vorstands der Marke Volkswagen Pkw, am 1. Juli 2001 der Volkswagen AG, jeweils im Geschäftsbereich Beschaffung. Des Weiteren ist er seit Juni 2007 Vorsitzender des Verwaltungsrats der SEAT, S.A. (Barcelona) und war von 2008 bis 2012 Vorsitzender des spanischen Automobilherstellerverbandes ANFAC.
Sanz war neben der Tätigkeit im Automobilbereich seit dem 1. Juli 2004 Mitglied des Aufsichtsrats der VfL Wolfsburg-Fußball GmbH und seit dem 1. Juni 2009 dessen Vorsitzender. Die Universität Stuttgart verlieh ihm 2008 auf Vorschlag des Betriebswirtschaftlichen Instituts die Ehrendoktorwürde.
Im April 2018 verließ Sanz Volkswagen auf eigenen Wunsch hin. Auf seine Abfindung in Höhe von 5 Millionen Euro verzichtete er. Sein Nachfolger wurde zum 1. Januar 2019 Stefan Sommer. Kommissarisch übernahm Ralf Brandstätter, verantwortlich für den Bereich des operativen Geschäfts der Volkswagen Kernmarke, den Posten bis Anfang 2019.
Ebenfalls im April 2018 verließ Sanz seinen Posten als Aufsichtsratsvorsitzender bei der VfL Wolfsburg-Fußball GmbH, sein Nachfolger wurde der Finanzchef der Volkswagen AG Frank Witter.

## Kritik
Im Oktober 2014 musste die Volkswagen AG ein Bußgeld in Höhe von zwei Millionen Euro zahlen, weil ein Dienstleistungsvertrag mit T-Systems für die Pflege von Computersystemen erst verlängert wurde, nachdem T-Systems die Verlängerung eines Sponsoringvertrages mit dem VfL Wolfsburg angekündigt hatte. Eine Million Euro musste wegen des strafbaren Koppelgeschäfts zwischen der Volkswagen AG und dem VfL Wolfsburg gezahlt werden, und eine Million Euro, weil Garcia Sanz pflichtwidrig keine Vorkehrungen gegen solche Straftaten getroffen hatte.
Ende 2015 hat Sanz eine Rolle in der Aufklärung des Abgasskandals übernommen, er hatte sich mit der Aufarbeitung der Diesel-Thematik beschäftigt.

## Werke
- Die Automobilindustrie auf dem Weg zur globalen Netzwerkkompetenz – effiziente und flexible supply chains erfolgreich gestalten. Springer, Berlin 2007, ISBN 978-3-540-70783-7.